# Skrzydłowo (Rymań)
Skrzydłowo (deutsch Mühlenbruch) ist ein Dorf in der Woiwodschaft Westpommern in Polen. Es liegt im Gebiet der Gmina Rymań (Landgemeinde Roman) und gehört mit dieser zum Powiat Kołobrzeski (Kolberger Kreis).

## Geographische Lage
Das Dorf liegt in Hinterpommern, etwa 85 Kilometer nordöstlich von Stettin und etwa 25 Kilometer südlich von Kołobrzeg (Kolberg). 
Durch das Dorf führt die polnische Landesstraße 6, deren Verlauf hier der ehemaligen deutschen Reichsstraße 2 entspricht. Die nächsten Nachbarorte sind nordöstlich an der Landesstraße das Dorf Czartkowo (Brückenkrug) und südwestlich an der Landesstraße das Dorf Pniewo (Pinnow). 
Westlich des Dorfes fließt von Süd nach Nord die Pniewa (Pinnower Bach).

## Geschichte
In Mühlenbruch bestand ein Rittergut, das gemeinsam mit den Gutsanteilen Kölpin D und Pinnow A ein altes Lehen der adligen Familie Manteuffel war. Im 18. Jahrhundert wurde es an einen Angehörigen der adligen Familie Puttkamer verkauft, von 1770 bis 1793 gehörte es dem Generalmajor Otto Casimir von Hülsen. In Ludwig Wilhelm Brüggemanns Ausführlicher Beschreibung des gegenwärtigen Zustandes des Königlich-Preußischen Herzogtums Vor- und Hinterpommern (1784) ist Mühlenbruch unter den adligen Gütern des Greifenbergischen Kreises aufgeführt, als ein „freies Rittergut mit einem Vorwerk und einer Schäferei“.
Von 1793 bis 1808 gehörte Mühlenbruch dem Gutsbesitzer von Romahn, Johann Wilhelm Christoph Steobanus, 
dem späteren Landrat des Kreises Greifenberg. Im Jahre 1808 gelangte das Rittergut in bürgerliche Hände und wechselte dann mehrmals die Besitzerfamilie. Mitte des 19. Jahrhunderts gehörte die Mehrzahl der Einwohner von Mühlenbruch zu den Altlutheranern. Letzter deutscher Besitzer des Rittergutes Mühlenbruch war von den 1920er Jahren bis 1945 Hans Georg von der Osten. 
Seit 1895 lag Mühlenbruch an der Kleinbahnstrecke Regenwalde–Mühlenbruch–Roman der Kolberger Kleinbahn. Der Bahnhof Mühlenbruch lag über 1 Kilometer vom Rittergut entfernt an der Straße in Richtung Brückenkrug. 1899 wurde zusätzlich die Kleinbahnstrecke Dummadel–Natelfitz–Mühlenbruch errichtet, die von der Greifenberger Kleinbahn betrieben wurde. Um den Bahnhof herum entwickelte sich weitere Bebauung. 
Im Jahre 1818 wurde Mühlenbruch vom Kreis Greifenberg in den Kreis Fürstenthum umgegliedert. Bei der Auflösung des Kreises Fürstenthum im Jahre 1871 kam Mühlenbruch zum Kreis Colberg-Cörlin.  
Mühlenbruch bildete seit dem 19. Jahrhundert einen eigenen Gutsbezirk. Im Rahmen der Auflösung der Gutsbezirke in Preußen wurde Mühlenbruch im Jahre 1929 in die Gemeinde Reselkow eingegliedert. 
Nach dem Zweiten Weltkrieg kam Mühlenbruch, wie ganz Hinterpommern, an Polen. Es erhielt den polnischen Ortsnamen „Skrzydłowo“. 
Skrzydłowo gehört heute zum Schulzenamt Rzesznikowo in der Gmina Rymań.

## Entwicklung der Einwohnerzahlen
- 1816: 018 Einwohner[4]
- 1855: 031 Einwohner[4]
- 1864: 036 Einwohner[4]
- 1885: 039 Einwohner[4]
- 1905: 028 Einwohner[4]
- 1925: 078 Einwohner[4]
- 2013: 130 Einwohner[5]

## Söhne und Töchter des Ortes
- Otto Kleifeld (1920–2004), deutscher Ophthalmologe, Chefarzt in Trier